# Chemerina caliginearia
Chemerina caliginearia är en fjärilsart som beskrevs av Jules Pièrre Rambur 1833. Chemerina caliginearia ingår i släktet Chemerina och familjen mätare. Inga underarter finns listade i Catalogue of Life.